# Surviving Jack
Surviving Jack é uma série de televisão americana criada por Justin Halpern e Patrick Schumacker..  O programa era estrelado por Christopher Meloni e Connor Buckley. A série estreou na Fox em 27 de Março de 2014 e é transmitida atualmente no Brasil pela Warner Channel. O episódio piloto foi escrito por Justin Halpern e Patrick Schumacker, a série é baseada no livro auto-biográfico I Suck at Girls escrito pelo próprio Halpern.
Após uma temporada a série foi cancelada em 7 de Maio de 2014. Porém em 24 de Setembro de 2014 um 8º episódio foi transmitido na Nova Zelândia.

## Enredo
Situada no Sul da Califórnia nos anos 90, a série é centrada em Jack Dunlevy, um ex-militar que se torna pai em tempo integral quando sua esposa decide fazer faculdade de direito. Ele usa metódos não ortodoxos para manter seus filhos adolescentes,  Frankie e Rachel, na linha.

## Elenco e personagens

### Principais
- Christopher Meloni como Dr.Jack Dunlevy
- Rachel Harris como Joanne Dunlevy
- Connor Buckley como Frankie Dunlevy
- Claudia Lee como Rachel Dunlevy
- Kevin Hernandez como George
- Tyler Fonden como Mikey

### Secundários
- Thomas Kasp como Doug
- Troy Romzek como Brody
- Chad James Buchanan como Evan
- Mell Bowser como Craig
- Lili Reinhart como Heather

## Críticas
Surviving Jack pontuou 8.5 em 10 no IMDb e 65 pontos em 100 no Metacritic baseado em 24 avalições geralmente favoráveis.